# Arm vechtersbaasje!
Arm vechtersbaasje! is een relatief kort sciencefictionverhaal van Brian Aldiss. 

## Het verhaal
Het verhaal speelt zich af in het jaar 2181. Men heeft dan de mogelijkheid gekregen om als vermaak terug te gaan in de tijd om te ontsnappen aan de werkelijkheid. Claude Ford maakt daarvan gebruik om in de Rocky Mountains op jacht te gaan naar een brontosaurus. Die ligt lekker in de modder te baden te midden van toegesnelde parasieten en medesymbionten. Claude heeft het geheel in het vizier, maar heeft enige last van terughoudendheid. Het geheel vormt zo’n mooi samenspel, terwijl onderdelen zoals luizen en kreeftachtigen op zich er lelijk uitzien. Claude treuzelt en treuzelt, mede als gevolg van zijn thuissituatie. Zijn huwelijk met Maude is verre van perfect. Uiteindelijk haalt Claude dan de trekker over en voelt zich toch heel wat. Vervolgens probeert hij na te genieten. Hij vergeet daarbij echter dat bij het doden van de gastheer de parasieten direct op zoek gaan naar een nieuwe. Binnen de kortste keren ligt het aangevreten lijk van Claude naast dat van de brontosaurus.